# Роббін Веєнберг
Ро́ббін Ве́єнберг (нід. Robbin Weijenberg; нар. 8 листопада 2004) — нідерландський футболіст, півзахисник клубу «Гоу Егед Іглз».

## Клубна кар'єра
Вихованець клубу «Гоу Егед Іглз». 10 липня 2024 року підписав з клубом свій перший професіональний контракт.
25 липня 2024 року дебютував в основному складі «Гоу Егед Іглз» в матчі кваліфікації Ліги конференцій УЄФА проти норвезького «Бранна», вийшовши на заміну Якобу Бреуму. 25 серпня в поєдинку проти «Валвейка» дебютував в Ередивізі. В своєму дебютному сезоні дійшов до фіналу Кубка Нідерландів, допомігши команді перемогти АЗ та здобути трофей.

## Статистика виступів
Станом на 18 травня 2025 
| Клуб              | Сезон             | Чемпіонат         | Чемпіонат | Чемпіонат | Кубок | Кубок | Єврокубки | Єврокубки | Інші  | Інші | Всього | Всього |
| Клуб              | Сезон             | Дивізіон          | Матчі     | Голи      | Матчі | Голи  | Матчі     | Голи      | Матчі | Голи | Матчі  | Голи   |
| ----------------- | ----------------- | ----------------- | --------- | --------- | ----- | ----- | --------- | --------- | ----- | ---- | ------ | ------ |
| Гоу Егед Іглз     | 2024–25           | Ередивізі         | 18        | 0         | 3     | 0     | 1         | 0         | —     | —    | 22     | 0      |
| Всього за кар'єру | Всього за кар'єру | Всього за кар'єру | 18        | 0         | 3     | 0     | 1         | 0         | 0     | 0    | 22     | 0      |

1. ↑  Матчі в Лізі конференцій УЄФА

## Досягнення
«Гоу Егед Іглз»
- Володар Кубка Нідерландів: 2024–25[9]